# Carnotita
Carnotita  é um mineral de vanadato de potássio e urânio hidratado , cuja formula química é:  K2( UO2 )2( VO4 )2·3H2O, podendo conter pequenas quantidades de cálcio, bário, magnésio, ferro e sódio.  O índice de água pode variar.
A carnotita é um mineral brilhante, amarelo esverdeado , que ocorre tipicamente como crostas e escamas em arenitos. Quantidades pequenas como 1%  tornarão um arenito amarelo brilhante. O índice elevado de urânio  faz da carnotita um minério de urânio importante e também radioativo.  É um mineral secundário de vanádio e urânio geralmente encontrado em rochas sedimentares de climas áridos. É um minério importante de urânio encontrado em arenitos e seixos petrificados no "Platô do Colorado", região dos Estados Unidos. É encontrado nos estados americanos de  Wyoming, Colorado, Arizona, Utah, Novo México,  e também na  Pennsylvania. Relata-se também a ocorrência no  Zaire; Marrocos ,  Austrália e  Casaquistão.
Foi nomeado em homenagem a Adolphe Marie Carnot ( 1839 – 1920 ),  engenheiro de minas e químico francês.
Existem diversas variedades do mineral, incluindo  margaritasita (( Cs,K,H3O)2( UO2 )( VO4 )2•H2O ) e tyuyamunita,(Ca(UO2)2(VO4)2•5-8H2O).
Referências:
- Hurlbut, Cornelius S.; Klein, Cornelis, 1985, Manual of Mineralogy, 20th ed., John Wiley and Sons, New York ISBN 0471805807